# فابيان روبلس
فابيان روبلس (بالإسبانية: Fabián Robles)‏ اسمه بعد الولادة كارلوس فابيان لوبيز كونزاليس ولد في (16 أبريل 1974, في ليون،غواناخواتو) هو ممثل مكسيكي، والده ممثل أيضا يدعى فرناندو روبلس,لما كان عمره الثامنة انتقلت العائلة إلى العاصمة مكسيكو وهناك دخل مركز التدريب الفنون التابعة لتيليفيزا في 1992 وبعدها بسنتين أصبح رائد في المسلسلات المكسيكية بحيث شارك في العديد من المسلسلات التلفزيونية بادوار مختلفة، وإما بالنسبة لشاشات العربية ظهر تقربيا في ثلاثة مسلسلات أولهما مسلسل المشهور آمي بدور برونو سرفانتس  وأمراة من فولاذ بدور دكتور فيليب سانتيبانييز وقلوب لاتعرف الحب بدور إفرين ريوس.
هو متزوج منذ عام 1995 وله أبن اسمه خوان فرناندو روبلس وأيضا له أخ يدعى خوليان روبلس هو ممثل والكاتب، وفابيان يعتبر نفسه نباتياً.

## روابط خارجية
- فابيان روبلس على موقع IMDb (الإنجليزية)
- فابيان روبلس على موقع ألو سيني (الفرنسية)
- فابيان روبلس على موقع أول موفي (الإنجليزية)
- فابيان روبلس على موقع قاعدة بيانات الفيلم (الإنجليزية)
- فابيان روبلس على موقع كينوبويسك (الروسية)